# Ernst Wendler

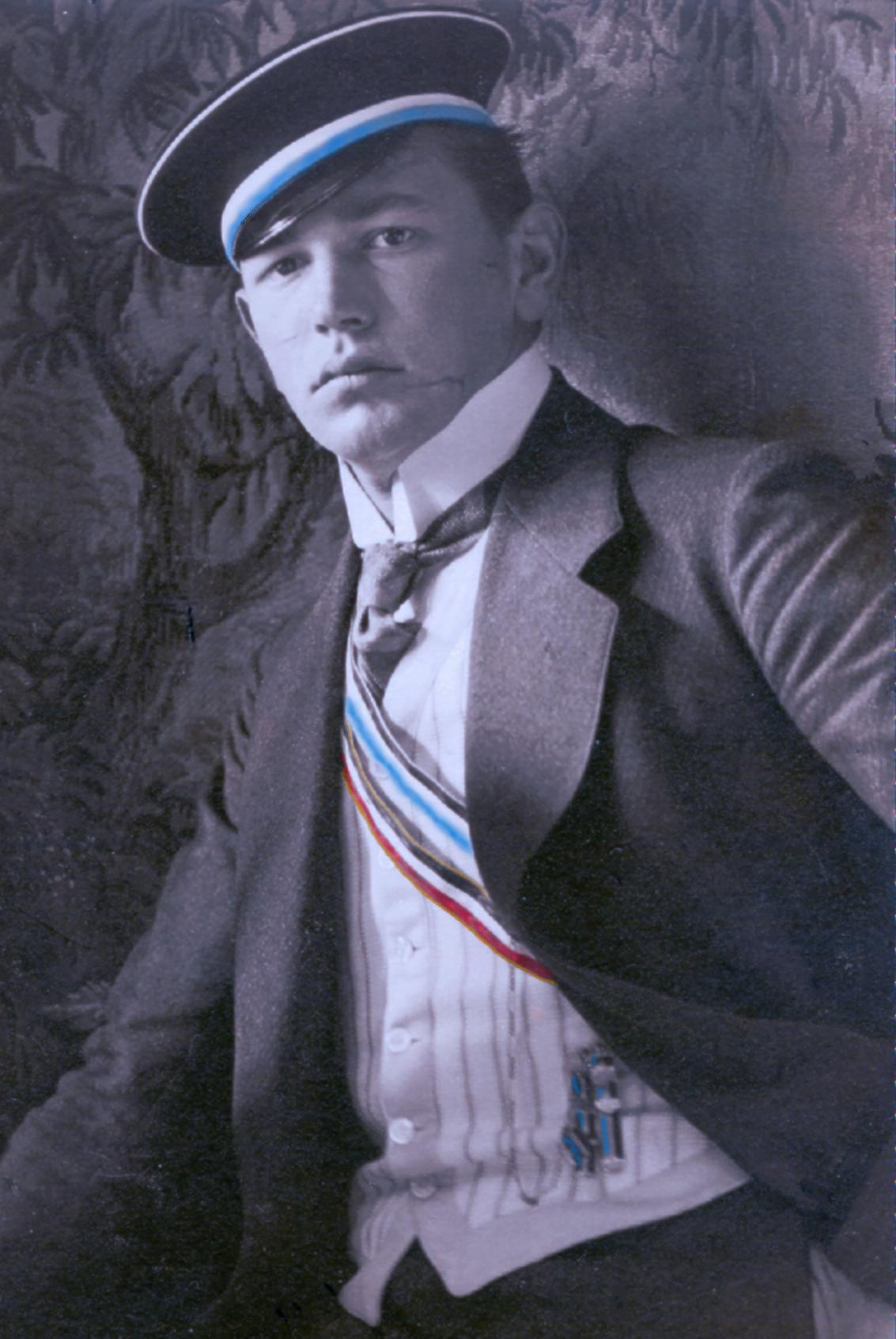
Ernst Wendler als Student in Couleur des Corps Suevia München (1909)

Ernst Wendler (* 24. April 1890 in Ulm; † 31. März 1986 in Reutlingen) war ein deutscher Diplomat und Unternehmer.

## Leben
Wendlers Eltern waren der Textilfabrikant Eberhard Wendler (1864–1933) und seine Frau Wilhelmine geb. Reinwald (1865–1932). Er besuchte das nachmalige Friedrich-List-Gymnasium Reutlingen und verließ es im Sommer 1907 mit dem Abitur. An der Ludwig-Maximilians-Universität begann er Rechtswissenschaft zu studieren. 1908 im Corps Suevia München recipiert, versah er im Sommersemester 1909 die erste Charge. Damit war er 1909 in Eisenach Gründungssenior des Eisenacher Kartells. Durch den Wechsel des Studienplatzes an die Hessische Ludwigs-Universität wurde er noch im Kartellcorps Hassia Gießen aktiv. Von 1909 bis 1911 studierte er an der Eberhard Karls Universität Tübingen. Im Sommer 1911 bestand er das erste juristische Examen.

### Württemberg
Seit Juli 1911 im Justizdienst des Königreichs Württemberg, trat er am 1. Oktober 1911 als Einjährig-Freiwilliger in die Württembergische Armee. Von der Ruprecht-Karls-Universität Heidelberg wurde er 1913 zum Dr. jur. promoviert. Vom ersten Tage an nahm er als Fliegeroffizier am Ersten Weltkrieg teil. Als Staffelkapitän im Jagdgeschwader Boelcke wurde er mehrfach verwundet und mit dem Eisernen Kreuz beider Klassen ausgezeichnet. Als Leutnant der Reserve wurde er Ende 1918 aus der Armee entlassen, schied er nach dem Ende der Monarchie am 31. Dezember 1918 auch aus dem württembergischen Staatsdienst aus. Vom 1. Januar 1919 bis 1921 war er Geschäftsführer der Gebr. Wendler GmbH in Reutlingen.

### Auswärtiger Dienst
Am 10. Dezember 1921 in den Auswärtigen Dienst einberufen, kam er als Attaché in die Abteilung III (Britisches Reich, Amerika, Orient). Zum 2. Oktober 1922 wechselte er in die Abt. IVa (Osteuropa, Skandinavien). Nachdem er am 29. Mai 1923 die Diplomatisch-konsularische Prüfung bestanden hatte, wurde er zum 23. Juni 1923 als Legationssekretär an die Deutsche Botschaft London beordert. Ab Juli 1926 im Sonderreferat W/Wirtschaft und seit dem 28. April 1927  Gesandtschaftsrat, wurde er im Juli/August 1928 kommissarisch beschäftigt an der Gesandtschaft Warschau (unter Ulrich Rauscher). Anschließend war er mit der Amtsbezeichnung Konsul vom 25. Februar 1929 bis zum 20. April 1930 am Generalkonsulat in Batavia (Niederländisch-Indien). Vom 5. Mai bis zum 4. November 1930 war er am Generalkonsulat in Sydney. Die sozialen Probleme durch die Arbeitslosigkeit in den Krisenjahren 1931 und 1932 beschäftigten Wendler so sehr, dass er sich für zwei Jahre vom Auswärtigen Amt beurlauben ließ und in Reutlingen und anderen Städten Württembergs den Volksdienst gründete. In dieser Selbsthilfeaktion fanden viele Hunderte von arbeitslosen jungen Männern Unterkunft und Arbeit.
Die sog. Machtergreifung der Nationalsozialisten überholte die Aufgabe, die sich Wendler mit dem Volksdienst gesetzt hatte. Am 1. April 1932 übernahm er in der Abt. VI (Kultur) die Leitung des Referats E/Auswanderungswesen, Nachforschungen. Seit dem 22. Dezember 1932 Gesandtschaftsrat II. Klasse, kam er am 22. Mai 1934 als Konsul nach New Orleans. Im Heer (Wehrmacht) wurde er 1936 zum Hauptmann d. R. befördert. Er erhielt am 5. Oktober 1936 die Amtsbezeichnung Generalkonsul und wurde am 6. August 1937 zum Gesandten in La Paz ernannt. Im Zweiten Weltkrieg, am 13. Oktober 1941, übernahm er die Leitung der Gesandtschaft in Bangkok. Am 25. Februar 1943 wurde er zum Gesandten ernannt. In Bangkok erlebte er die Kapitulation Japans und das Ende des Weltkrieges.

### Reutlingen
1946 kehrte er nach Deutschland zurück. Nach einjähriger Internierung trat er wieder als Geschäftsführer in die elterliche Firma Wendler ein. Er war über 25 Jahre erfolgreich tätig und führte bis zuletzt den Vorsitz in der Gesellschafterversammlung. Er war Orts- und Kreisvorsitzender des Deutschen Roten Kreuzes Reutlingen. Er engagierte sich sehr für die Rekonstitution seines Corps im Münchner Senioren-Convent.

### Ehen
Am 31. Mai 1913 heiratete Wendler Edith Müller (1891–1919). Der Ehe entstammen drei Söhne. Der im Jahr 1914 geborene Gerhard wurde 1933 Münchener Schwabe. Er fiel im April 1941 als Luftwaffenoffizier bei Keramidi. Der 1917 geborene Sohn Ernst fiel 1943 in Russland als Oberleutnant am Siwerskyj Donez. Hinzu kamen ein weiterer Sohn und die Tochter Marlis. Am 18. September 1920 heiratete Wendler die Romanschriftstellerin Dr. Clara Ratzka-Ernst. Die dritte Ehe ging er am 8. Februar 1930 mit Käthe Barth verw. Wanka ein. Sie hielt nur vier Jahre. Seine vierte Frau Käthe geb. Müller, Tochter eines Gießener Teutonen, pflegte ihn in seinen letzten Lebenswochen.

## Mitgliedschaften
- Deutschnationale Volkspartei, bis Ende 1921[5]
- Nationalsozialistische Deutsche Arbeiterpartei (1. November 1935)[5]

## Werke
- Volksdienst tut not. Ein Aufriss in 99 Leitsätzen. Berlin 1930.
- als Herausgeber: Freiwilliger Volksdienst. Mitteilungen des Volksbundes zur Förderung des Freiwilligen Volksdienstes. Reutlingen 1931–1932.
- Chronik der Firma Wendler. Privatdruck 1968.